# توني تاكيتاني
توني تاكيتاني (باليابانية: トニー滝谷) فيلم دراما ياباني من إخراج جون إيشيكاوا، مقتبس من رواية قصيرة للكاتب هاروكي موراكامي.

## الإلهام
كان هاروكي موراكامي مفتونًا بالاسم توني تاكيتاني عندما وجد قميصًا أصفر مكتوبًا عليه، "توني تاكيتاني، المنزل (د)" في متجر للمواد المستعملة في ماوي.
وفي ذلك الوقت، كان تاكيتاني يترشح لمنصب الرئاسة. قرر موراكامي أن يكتب قصة حياة الرجل بهذه القصة القصيرة.

## القصة
تروي القصة حياة توني تاكيتاني منذ عودة والدة تاكيتاني شوزابورو إلى اليابان في عام 1946 حيث تزوج من أحد أقاربه من جهة والدته. وبعد مرور عام، رزقا بطفل اسمه توني، لكن والدة توني ماتت بعد ثلاثة أيام من ولادته. بسبب اسم توني الأمريكي، غالبًا ما يتفاعل الناس معه بشكل غريب أو في بعض الأحيان بالعداء. وعلى هذا النحو، يجد توني أنه من الطبيعي قضاء معضم الوقت بمفرده. يطور توني اهتمامًا بالرسم ولكنه يفضل الدقة على العاطفة. كشخص بالغ يحصل على وظيفة كرسام فني. أثناء عمله يقع توني في حب الشابة إيكو المهووسة بالتسوق لشراء الملابس. يشعر توني بمعنى الحياة ويعرض عليها الزواج لكي يتخلص من الوحدة.

## الممثلون
- إيسي أوغاتا بدور: توني تاكيتاني، شوزابورو تاكيتاني.
- ريه ميازاوا بدور: كونوما إيكو، هيساكو.
- تاكاهومي شينوهارا بدور: الشاب توني تاكيتاني.
- هيدتوشي نيشيجيما بدور: الراوي (صوت)

## روابط خارجية
- توني تاكيتاني على موقع IMDb (الإنجليزية)
- توني تاكيتاني على موقع ميتاكريتيك (الإنجليزية)
- توني تاكيتاني على موقع روتن توميتوز (الإنجليزية)
- توني تاكيتاني على موقع نتفليكس (الإنجليزية)
- توني تاكيتاني على موقع ألو سيني (الفرنسية)
- توني تاكيتاني على موقع Turner Classic Movies (الإنجليزية)
- توني تاكيتاني على موقع أول موفي (الإنجليزية)
- توني تاكيتاني على موقع بوكس أوفيس موجو (الإنجليزية)
- توني تاكيتاني على موقع فيلمافينيتي (الإسبانية)
- توني تاكيتاني على موقع قاعدة بيانات الفيلم (الإنجليزية)